# Mihail Lidov
Mihail L'vovici Lidov (rusă Михаил́ Льво́вич Ли́дов, n. 4 octombrie 1926, Cerkasî, RSS Ucraineană, URSS – d. 30 decembrie 1993, Moscova, Rusia) a fost un astronom sovietic specializat în mecanica cerească. El este cunoscut pentru descoperirea, simultan cu Yoshihide Kozai⁠(d), a mecanismului Kozai-Lidov. 
În 1960, a primit premiul Lenin pentru contribuțiile sale la programul spațial sovietic.
Asteroidul 4236 Lidov, descoperit de Nikolai Chernykh în 1979, a fost numit în onoarea lui. Referința oficială de numire a fost publicată de Centrul Minor Planet la 1 septembrie 1993 ( M.P.C. 22501 ).